# Телефонні номери в Нідерландах
Телефонними номерами в Нідерландах керує Міністерство економіки, сільського господарства та інновацій Нідерландів і їх можна згрупувати в три загальні категорії: географічні номери, негеографічні номери та номери для державних послуг.
Географічні телефонні номери являють собою послідовності з 9 цифр (0-9) і складаються з коду міста з двох або трьох цифр і номеру абонента з семи або шести цифр відповідно. Коли номер набирається всередині країни, перед номером має бути код доступу до зовнішньої лінії 0, що ідентифікує телефонну лінію призначення в голландській телефонній мережі.
Негеографічні номери не мають фіксованої довжини, але також потребують набору коду доступу до зовнішньої лінії (0). Вони використовуються для мобільних телефонних мереж та інших призначених типів послуг, таких як безкоштовний набір номера, доступ до Інтернету, передача голосу через IP, обмежена аудиторія та інформаційні ресурси.
Крім того, існують спеціальні сервісні номери для екстреного реагування, довідкової допомоги та інших послуг державних органів.

## План нумерації
План нумерації телефонів Нідерландів поділяється на географічні, негеографічні та спеціальні телефонні номери загального користування. Номерний план передбачає, що для набору як географічних, так і негеографічних номерів у межах країни потрібен національний код доступу до мережі, яким є цифра 0. Наведений нижче список містить цю національну цифру доступу до зовнішньої лінії, коли її потрібно набрати перед номером.
| Доступ до цифр       | Опис |
| -------------------- | --- |
| від 01x(x) до 05x(x) | Коди географічних зон |
| 061 до 065           | Мобільні телефони |
| 066                  | Мобільні пейджери |
| 0670 до 0675         | Відеотекс |
| 0676                 | Номер доступу до Інтернету |
| 068                  | Мобільні телефони |
| 07x                  | Коди географічних зон |
| 0800                 | Безкоштовний номер |
| 082                  | Віртуальні приватні мережі |
| 084                  | Незалежно від місця розташування, преміальний тариф (використовується в основному для послуг факсу до електронної пошти та голосової пошти) |
| 085                  | Не залежить від місця розташування, базовий тариф (для приватного користування) VoIP-телефонія                                              |
| 087                  | Місцезнаходження не залежить, преміальна ціна                                                                                               |
| 088                  | Не залежить від місця розташування, базова ставка (для компаній)                                                                            |
| 091                  | VoIP телефонія |
| 097                  | Незалежне місце розташування, від машини до машини                                                                                          |
| 0900                 | Преміальна ставка, інформація |
| 0906                 | Преміальний тариф, контент для дорослих |
| 0909                 | Преміальний тариф, розваги |
| 112                  | Аварійні служби |
| 113                  | 113 Профілактика самогубств в Інтернеті |
| 1233                 | Голосова пошта |
| 14хх(хх)             | Органи державної влади, де xxxx — це дво-, три- або чотиризначний код міста муніципалітету                                                  |
| 16xx                 | Префікси вибору оператора |
| 18xx                 | Інформація про номер |

066, 084 та 087 часто використовуються шахраями, тому що їх легко та дешево зареєструвати та ускладнюють ідентифікацію.
Раніше 06-0, 06-1000 і 06-4 використовувалися для безкоштовних номерів, 06-8 для спільної оплати, 06-9 для преміум-тарифу та інші номери 06 для мобільних номерів. 0011 і пізніше 06-11 використовувався для екстрених служб до того, як він змінився на 112. 09 використовувався як міжнародний код доступу до того, як він змінився на 00.

## Географічні номери телефонів
Після реорганізації телефонної системи в 1995 році голландські географічні номери складаються з 9 цифр. План нумерації реалізує систему кодів зон. Код міста складається з двох або трьох цифр. У великих містах і районах є двозначний номер із семизначним номером абонента, що дозволяє використовувати більше місцевих номерів. Менші області використовують три цифри з шестизначним номером абонента.
Географічні номери призначаються блоками провайдерам телекомунікацій. Однак номер телефону з блоку, призначеного певному постачальнику, може більше не обслуговуватися початковим правонаступником через перенесення номера; абоненти, які змінюють оператора, можуть забрати свій номер із собою.
Під час набору в межах Нідерландів код доступу до внутрішньої зовнішньої лінії 0 необхідно набрати перед номером телефону, розширюючи послідовність набору до 10 цифр. Якщо телефон набирається з-за кордону, 0 (нуль) перед префіксом потрібно опустити.
До реорганізації 1995 року коди міст були обмежені містами. Це було скасовано, і тепер кілька міст можуть використовувати один код міста. У наведеній нижче таблиці наведено лише одне місто для кожного коду регіону, а також код доступу до зовнішньої лінії (0).
010 Роттердам

0111 Зірікзее

0113 Гус

0114 Гюлст

0115 Тернезен

0117 Сльойс

0118 Мідделбург / Фліссінген

013 Тілбург

015 Делфт

0161 Гілзе-ен-Реєн

0162 Остергаут

0164 Берген-оп-Зом

0165 Розендал

0166 Толен

0167 Стенберген

0168 Зевенберген

0172 Алфен-ан-ден-Рейн

0174 Наалдвейк

0180 Ріддеркерк і Зьойдплас

0181 Спейкеніссе

0182 Гауда

0183 Горінхем

0184 Слідрехт

0186 Ауд-Бейєрланд

0187 Мідделхарніс

020 Амстердам

0222 Тесел

0223 Ден-Гелдер

0224 Схаген

0226 Харенкарспел

0227 Медемблік

0228 Енкгейзен

0229 Горн

023 Гарлем

024 Неймеген

0251 Бевервейк

0252 Гіллегом

0255 Еймьойден

026 Арнем

0294 Весп

0297 Алсмер

0299 Пюрмеренд

030 Утрехт

0313 Діерен

0314 Дутінхем

0315 Терборг

0316 Зевенар

0317 Вагенінген

0318 Еде / Венендал

0320 Лелістад

0321 Дронтен

033 Амерсфорт

0341 Гардервейк

0342 Барневельд

0343 Доорн

0344 Тіль

0345 Кулемборг

0346 Маарсен

0347 Віанен

0348 Вурден

035 Гілверсум

036 Алмере

038 Зволле

040 Ейндговен

0411 Бокстел

0412 Осс

0413 Вегхел

0416 Валвейк

0418 Залтбоммел

043 Маастрихт

045 Герлен

046 Сіттард

0475 Рурмонд

0478 Венрай

0481 Беммель

0485 Куйк

0486 Граве

0487 Друтен

0488 Зеттен

0492 Гелмонд

0493 Дерн

0495 Верт

0497 Ірсель

0499 Бест

050 Гронінген

0511 Феанвальден

0512 Драхтен

0513 Геренвен

0514 Балк

0515 Снек

0516 Остервольде

0517 Франекер

0518 Св. Анна Парафія

0519 Доккум

0521 Стенвейк

0522 Меппель

0523 Гарденберг

0524 Куворден

0525 Елбург

0527 Еммелорд

0528 Хогевен

0529 Оммен

053 Енсхеде

0541 Олдензал

0543 Вінтерсвейк

0544 Грунло

0545 Нід

0546 Алмело

0547 Гор

0548 Рейссен

055 Апелдорн

0561 Волвега

0562 Терсхеллінг/Вліланд

0566 Джірнсум

0570 Девентер

0571 Ворст

0572 Ралте

0573 Лохем

0575 Зютфен

0577 Уддел

0578 Eпe

058 Леуварден

0591 Еммен

0592 Ассен

0593 Бейлен

0594 Зюйдгорн

0595 Варфум

0596 Аппінгедам

0597 Віншотен

0598 Хогезанд-Саппемер

0599 Стадсканал

070 Гаага

071 Лейден

072 Алкмар

073 Гертогенбос

074 Генгело

075 Зандам

076 Бреда

077 Венло

078 Дордрехт

079 Зутермер

## Негеографічні номери телефонів
Негеографічні числа не мають встановленої фіксованої кількості цифр, але зазвичай вони якомога коротші. Проте номери мобільних телефонів завжди мають 10 цифр , як і географічні номери.
Категорії негеографічних телефонних номерів, включаючи код доступу до зовнішньої лінії зв’язку:
- 06: оператори мобільного зв'язку,
- 0800: безкоштовні сервісні номери,
- 084, 085: використовується для VoIP
- 087: голосова пошта та віртуальні приватні номери
- 088: великі компанії з більш ніж однією адресою
- 0970: зв'язок між машинами, номери складаються з 8 цифр
- 0979: зв’язок між машинами, номери не мають фіксованої довжини та зарезервовані для внутрішнього використання мережі
- 0900: платні інформаційні послуги
- 0906: дорослі лінії
- 0909: розваги

Безкоштовні номери (0800) завжди можна набрати безкоштовно, навіть із (громадських) таксофонів; інші номери, які починаються з 08, не надаються безкоштовно.

## Громадські ресурси
Телефон екстреної допомоги 112. Мобільні телефони GSM можуть приймати різні номери, наприклад 999, 000 або 911, залежно від мікропрограми. Крім того, дзвінки на номер 911 переадресовуються на номер 112 (у Карибських Нідерландах це навпаки – у цьому випадку 112 перенаправляє на номер 911).

## Карибські Нідерланди
Острови Бонайре, Сінт-Естатіус і Саба, які утворюють Карибські Нідерланди після розпаду Нідерландських Антильських островів, зберегли план нумерації Нідерландських Антильських островів із використанням коду країни +599, а потім 7, 3 або 4 для Бонайре, Сінт-Естатіуса або Саба, відповідно. Дзвінки між Європейськими Нідерландами та Карибськими Нідерландами тарифікуються як міжнародні дзвінки. 